# Neozavrelia improvisa
Neozavrelia improvisa is een muggensoort uit de familie van de dansmuggen (Chironomidae). De wetenschappelijke naam van de soort is voor het eerst geldig gepubliceerd in 1954 door Ernst Josef Fittkau.